# Dakinomyia froggattii
Dakinomyia froggattii là một loài ruồi trong họ Asilidae. Dakinomyia froggattii được Dakin & Fordham miêu tả năm 1922. Loài này phân bố ở miền Australasia.